# أبو الأسوار شاوور بن فضل
كان أبو الأسوار شاوور بن فضل بن محمد بن شداد الحاكم الثامن لسلالة الشداديين في أران (الآن هي منطقة تقع في أذربيجان الغربية) بين عام 1049م وعام 1067م أصله مدينة كنجه الأذربيجانية. وقبل ذلك سيطر على مدينة دبين (في المنطقة الجيوغرافية التي تشمل الآن شمال أرمينيا وشرق تركيا ) بدئاً من عام 1022 بالحكم الذاتي. وكان أبو الأسوار محارباً حاذقاً وماهراً وحاكماً بارعاً وحكيماً وإشتبك مع معظم جيرانه في عدة النزاعات وعلى السبيل المثال فحين كان يحكم مدينة دبين تدخل غالباً في شؤون الإمارات الأرمنية ومتعاوناً مع الأمبراطورية البيزنطية في فتحها ما بقي من مملكة بغراتيد الأمرنية عام 1045م بيد أن البيزنطينيين خانوه لكن أبا الأسوار نجح في صد المحاولات الثلالث متتالية للاستيلاء على مدينة كنجه. وفي عام 1049م إندلعت ثورة في كنجه أسقطت حكم ابن ابن أخيه الرضيع إسمه أنوشيرفان ‏ وبالتالي طلب المتردون بأن أبا الأسوار يستولي على الإمارة وتحت حكمه وصلت سلالة الشداديين إلى قمة قوتها. وبالرغم من إنه قام بحملات عسكرية ناجحة في جورجيا وشروان فكشف فشل أبو الأسوار في فتح إمارة تفليسي وبالإضافة إلى الغارات المدمرة التي قام بها ألان عن حدود قوة الشداديين بينما شُهدت فترة حكمه أيضاً صعود الدولة السلجوقية التي بسطت سلطته في إمارات جنوب القوقاز بسرعة حتى أصبح أبو الأسوارمطقعاً للدولة السلجوقية عام 1067م. وعلى الرغم من أن مدينة آني التي كانت العاصمة الأرمينية السابقة مُنحت له في عام 1065م بفضل إطقاعيته السلجوقية فمهدت كذلك هذه العلاقة الطريق لتراجع وتدهور السلالة عقب وفاته نوفمبر عام 1067م.

## السيرة الذاتية

### أصله
تعتبر رواية المؤخر العثماني أحمد منجم باشي (المتوفى 1702م) أهم مرجع تارخي لسلالة الشدادية فيها يؤكد منجم باشي أن سلالة الشدادية ذات أصول كردية وذلك هو رأي يتفق عليه معظم المؤرخين المعاصرين. وإستولى مؤسس سلالة محمد بن شداد على السلطة في مدينة دبين لمدة وجيزة في أوائل الخمسينيات للتقرن العاشر وبعد ذلك إنتقلت السلالة إلى مدينة كنجه التي كانت آنذاك أبرز مدينة إسلامية في الران. فتح أبناء محمد لكشري ومرزوبان وفضل المدينة عام 970م وثم حكموها أمرائاً على التوالي وكان أبو الأسوار الشاوور الابن الثاني لفضل الأخ الأصغر والحاكم الرابع لسلالة الشدادية. قام فضل في فترة حكمه ببسط سطلة السلالة في ربوع الران بالإضافة إلى بعض مناطق أرمينية حين فتح محافظة سيونيك وخلفه إبنه الأكبر موسى (1031-1034م) كأمير كنجه الذي قُتل على يد إبنه أبو الحسن لشكري الثاني (1034-1049م). اسم أبي الأسوار الشاوورمزيج يتكون من عناصرعربية وفارسية إذ يرجع اسم "شاوور" إلى الاسم الفارسي القديم "شاپور" بينما تحتوي كنيته على الشكل المعرب للإسم الإيراني (أو قد يكون ذلك ديلمياً) "أسوار" ذي علاقة مع "سوار" معناه فارس.

### سيد دبين (1022-49م)

صورة خريطة سياسية للمنطقة القوقازية

ووفقاً لأحمد منجم باشي حينما توفى أبو الأسوار عام 1067م كان حكم كنجه وقبل ذلك "بعض المناطق الأخرى" لمدة 46 عاماً وفي هذه الحالة من الواضح أن بعض المناطق الأخرى تشير إلى حكمه مدينة دبين الذي تذكره بعض المصادر الأخرى وذلك يؤكد أنه شرع يحكم المدينة حوالي عام 1022م. وعلى الرغم من أن المدينة كانت حكمتها المملكة البغرتونية الأرمينية المدينة فكانت إيضاً عزلاءاً بعد وفاة كاجيك الأول الأرميني عام 1020م واندلاع النزاع بين أبنائه على الميراث وعلاوة على ذلك فعانت المدينة من غارة مدمرة قام بها الديلميون عام 1021م مما أدى إلى عزل المدينة عن بقية المملكة الأرمينية وفي أعقاب ذلك يبدو أن المدينة استعانت الشداديين طلباً للحماية ولذلك أخذ أبو الأسوار يحكم المدينة. وبفضل حصوله على قاعدة القوة الجديدة هذه فإختلف طموحات أبي الأسوار تماماً عن أخيه وابن أخيه في كنجه إذ ركز تركيزاً شديداً على الأرمينيا بدلاً من الران وذلك لأن أبا الأسوار تزوج بأخت ديفيد الأول ملك تشير وبالتالي تمتع بعلاقة وثيقة مع الأسر الأرمينية وحتى اسم إبنه الثاني كان أشوت وهو اسم تقليدي أرميني. ولم يذكر أحمد منجم باشي أبا الأسوار حتى استيلاءه على مقر السلطة الأساسية للسلالة في كنجه عام 1049م لأن قبل ذلك كان يركز على شؤون المناطق التي وقعت تحت سيطرته ولذلك تأتي معظم روايات أنشطته بين عام 1022-49م من مصادر تنسب إلى أعدائه خصوصاً الأرمينيين والبيزنطينيين.
يوجد أول ذكر لأبي الأسوار في تاريخ ماثيو الرها عام 1040م لما وصل النبيل الأرميني إسمه أبيرات إلى دبين وقد تورط أبيرات في النزاع بين أبناء كاجيك الأول أشوت الرابع وهوفهانيس سمبات الثالث ولذلك جاء إلى دبين مع 12000 فارس خائفاً من غيظ هوفهانيس سمبات واستعان أبا الأسوار طلباً للحماية. وفي البداية إستقبل أبو الأسوار أبيرات وعينه في منصب رفيع لكن ما لبث أن نمت شكوكه منه وأمر بقتل أبيرات وعندئذ غادر ملازم أبيرات ساري وكل مؤيديه من دبين مسافرين إلى مدينة آني وفي نفس الوقت على الرغم من قرابتهما فهاجم أبو الأسوار ديفيد ملك تشير ونحج جيش الشداديين الذي تشكل بحسب ماثيو الرها مما زاد من 150000 جندي (وإن ذلك عدد مستحيل) في فتح معظم تشير ولكن ديفيد تمكن من تكوين تحالف واسع ضد أبي الأسوار. وجمع ديفيد بنسفه 10000 رجل أرسل هوفهانيس سمبات الثالث 3000 رجل وأرسل ملك كابان 2000 رجل وأرسل ملك جورجيا 4000 رجل بينما أكد ديفيد دعم كنيسة ألبانيا القوقازية وكنتيجة لذلك فهزم الائتلاف أبا الأسوار وطردوه من تشير.

وتوفى أشوت الرابع وهوفهانيس سمبات الثالث في نفس العام تقريباً (حوالي 1040/41م) بينما خلفهما ابن أشوت إسمه كاجيك الثاني (1042-1045م) وأخذ يوطد سلطته. كان أكبر تهديد لعرشه الإمبراطورية البيزنطينية التي قد راحت تتعدي على أراضي الإمارات الأرمينية في أوائل القرن الحادي عشر. وقد منح هوفهانيس سمبات مملكته للإمبراطورية وإثر وفاته أرسل الإمبراطور ميخائيل الرابع البافالاغوني (1031-1041م) قواته إلى المنطقة ليفتح آني. تمكن كاجيك من صد الهجوم وبالإضافة إلى ذلك فأجل الفوضى السياسي في القسطنطينية الحملة العسكرية لعدد السنوات ولكن الإمبراطور الجديد قسطنطين التاسع (1042-1055م) خلف ميخائيل الرابع على العرش بعزم ترسيخ قوة الإمبراطورية في الأرمينيا. 

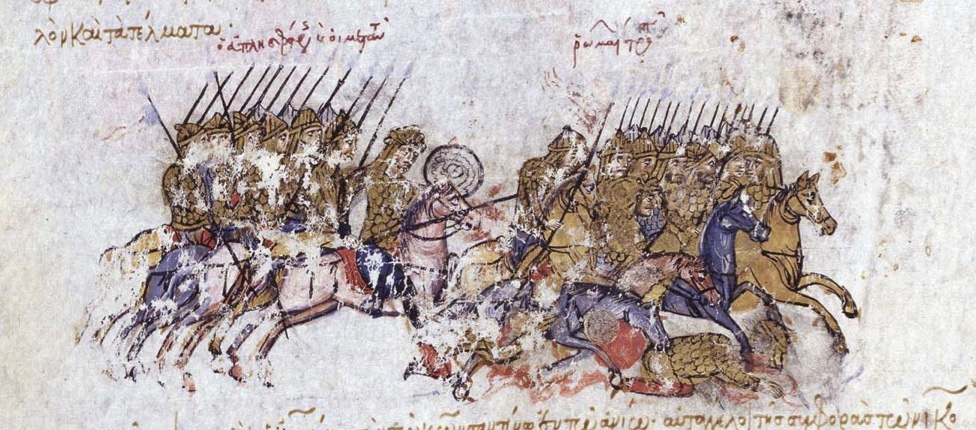
هزيمة البيزنطينيين أمام دبين، مصغر يقع في مدريد سكيليتزيس

ولذلك دعا الإمبراطور أبا الأسوار إلى هجوم الأرمينيين عن الخلف وقبل أبو الأسوار ذلك وفي مقابل ذلك فسمح الإمبراطور لأبي الأسوار في مرسوم ذهبي أن يظل يحكم كل ما فتحه. وأجبر ذلك الهجوم ذو قشين كاجيك الثاني على الهروب إلى قسطنطينية حيث أخذ كرهينة وإستسلمت مدينة أني في عام 1045. ورغم وعده السابق فبعد فتح آني طلب الإمبراطور من أبي الأسوار أن يخلي القلعة التي قد فتحها ولما رفض ذلك فأرسل جيشاً يتكون من حشد الأرمينيين بقيادة ميخايل لاسيتيس وماجستير قسطنطين الألاني ضد مدينة دبين. إنتظر أبو الأسوار للجيش أن تقترب منه وثم فتح قنوات الري غامراً السهول التي أحاطت بالمدينة وكان من السهل على الرماة الشداديين أن يستهدفوا ويدمروا المحاصرين لأن الأرض الموحلة عرقلتهم.  ورداً على ذلك فعين الإمبراطور قسطنطين التاسع كاتاكالون كيكاومينوس وال "باراكويمويمينوس" قسطنطين في موقع المسؤولية في أرمينيا ولكن القيادة البيزنطية ركزت على استعادة حصونها التي قد فتحها أبو الأسوار بدلاً من هجوم دبين وبالرغم من أن البيزنطيين نجحوا في إعادة إسترداد أقاليم وسوماري وآمبرد وخور فيراب بسرعة فظلت مدينة تشيليدونيون (يريفان) تقاوم حتى سبتمبور عام 1047 حين أجبر اندلاع ثورة بقيادة ليون تورنيكيوس الجيش على الرجوع إلى قسطنطنينية. وتم التفاوض على معاهدة السلام بعجالة فيها تعهد أبو الأسوار بالكف عن الغزو في الأراضي البيزنطية واعتراف بسلطة الإمبراطور.
وأوقفت المقاومة الفعالية في دبين التقدم البيزنطي في أرمينيا مما أدى إلى الاستقلال المستمر للبلدان الصغيرة الأرمينية مثل سيونيك وتاشير وخاتشين ولكن بعد حل النزاعات أصبح السلاجقة يقومون بالغارات الأولى في أرمينيا بيزنطية عام1048م بقيادة قتلمش وما لبث أن يتحول ميزان القوة في منطقة بشكل دائم. وعلى الرغم من أن السلاجقة كانوا حلفائاً للشداديين ضد البيزنطيين فكذلك شكلوا تهديداً لسلطة السلالة الحاكمة في المنطقة  كما كانت الحالة في الهجوم الذي قام به السلاجقة بقيادة قتلمش على كنجه في عام1046/7م.
ما لبث أن شن البيزنطيون بقيادة رايكتور نيكيفوفوس هجوماً آخراً على بدين أما في عام 1048م أو أوائل عام 1049م بيد أن بعض المؤرخين (أغسطس فريديش غفرورير ومركريمين هليل ينانتش) يعتقدون أن ذلك حدث في تاريخ لاحق مما يتراوح من عام 1050م حتى إلى عام 1055/56م ( ارنست هونجمان). وقفاً للمؤرخ المعاصر البيزنطي إسمه يانيس سكيليتزيس فقام البيزنطيون بذلك رداً على انتهاك أبي الأسوار للمعاهدة السابقة لأنه ظل يقوم بغارات في الأراضي البيزنطية ودمر البيزنطيون ضواحي المدينة "حتى إلى الجسر الحديد ووكنجه" وكان أبو الأسوار مختبئاً في دبين مما أدى إلى إعادة تعهد أبي الأسوار للخنوع ووبالإضافة إلى ذلك فأُجبر على تسليم ابن أخيه أبو الحسن لشكاري إسمه أرداشير رهينةً.

### أمير كنجه (1049-67م)
ولقى ابن أخي أبي الأسوار لشكاري أمير مدينة كنجه حتفه عام 1049م إثرفترة الحكم غير مستقر لمدة 15 عاماً وعلى رغم من أن إبنه الرضيع أنوشيروان خلفه ففي الواقع ظلت السلطة في يدي حاجبه أبو منصور لكن ما لبث أن خدع مجموعة من الشيوخ الذين عارضوا النظام الجديد أبا منصور وهو كان في مدينة شامكير وفضلاً عن ذلك فدعوا أبا الأسوار إلى الاستيلاء على السلطة في كنجه وقبل أبو الأسوار ذلك متخلياً عن مدينة دبين التي غدت أكثر عرضة للهجومات البيزنطية. وترك المدينة في أيدي سلسلة من الحكام حتى عام 1053م حين عين إبنه أبو ناصر إسكندار حاكمَ المدينة والمناطق المحيطة بها. وراح الحاكم الشدادي يوطد سلطته في شامكير أولاً وبعد ذلك دخل كنجه مصادراً "كل أراضي الران وحصونها."
وآنذاك كان أبو الأسوار إكتسب سمعة كمحارب وحاكم فحتى كاتب القابوس نامه المشهور أمير الزياريين كيكاوس (1050-1087) سافر إلى كنجه من أجل المشاركة في جهاد الشداديين ضد المسيحيين الذي دام عدة السنوات وذلك وبعد 8 سنوات في الديوان الملكي لمودود الغزنوي. ووفقاً لكيكاوس فكان مضيفه "ملكاً عظيماً ورجلاً حازماً وحاذقاً،... كما كان له الشجاعة والجرأة والبلاغة والفصاحة والظرافة والإخلاص والبصيرة. وكان اليبزنطيون يقيموه تقييماً مستاوياً كما قال سكيليتزيس إنه "من الخبراء الاستراتجيين الأذكياء ويقدرعلى تبطيل تكتيكات سياسات أعدائه." بينما كتب منجم باشي بعد استيلاء أبي السوار على السلطة في كنجه أن "أبا السوار... استعاد شرف أسرته حين كاد يتلاشى وكلما تقوى فكلما ترتبت حالة رعيته وجيشه."

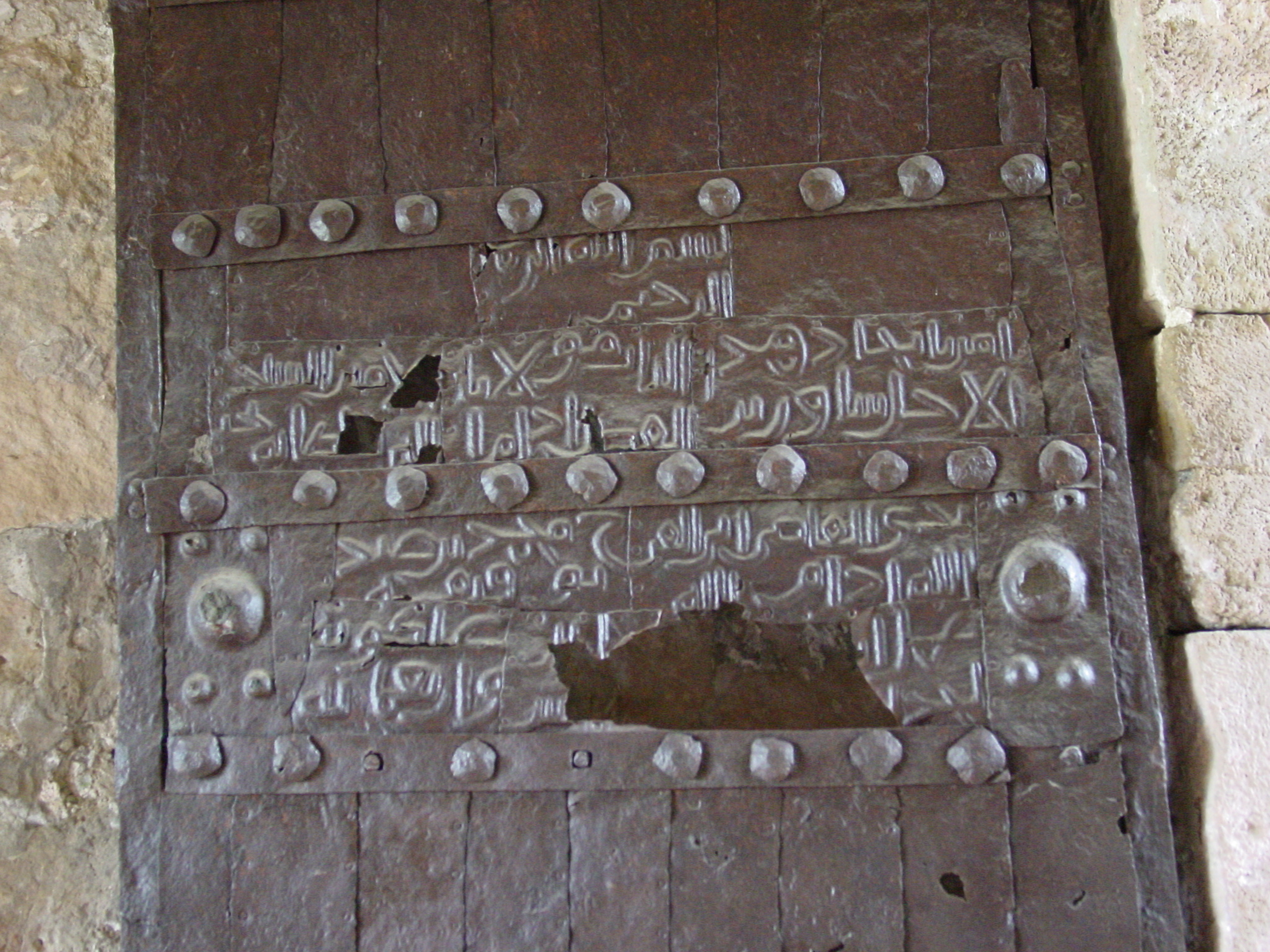
أبواب كنجه التي تم تشديدها بأمر أبي الأسوار عام 1062م وتقع الآن في دير غيلاتي في جورجيا.

وتوفي في 19 نوفمبر عام 1067م ولقد دفن في المسجد الرئيس لكنجه وخلفه إبنه البكر فضل الثاني الذي كان أبو الأسوار أعلنه وريثَه وكان الجيش وشعب الران وسلالة الشدادية قاموا بالبيعة إليه. وكان لأبي الأسوار أربعة أبناء غير فضل إسمهم أشويت وإسكندار ومانوتشيهر ومرزوبان بالإضافة إلى ابنة بلا اسم كانت روجة شيروانشاه سالار.
كانت فترة حكم أبي الأسوار قمة القوة لسلالة الشدادية غير أن سقوطهم بدأ فوراً عقب وفاته حين وطد السلاجقة السلطة في الران والإمارات الأخرى في المنطقة وعندئذ زار ألب أرسلان كنجه شخصياً لجباية إتواة ضخمة. وتميزت فترة حكم فضل الثاني بعدم الإستقرار وعلى السبيل المثال فأسر الجورجيون فضل لمدة 8 أشهار وعلى رغم من أنه نحج في فتح مدينة دربند فأطاحه إبنه فضل الثالث عام 1073م وحتى هو خُلع عن العرش على يد الغلام التركي إسمه ساف تيجين في عام 1075م وكان ساف من عيّن السلاجقة حاكم الران ودربند. وكانت هذه نهاية حكم العائلة في الران غير أن مجومعة أخرى من نسله بقيادة ابن أبي الإسوار الثالث منوتشيهر ظلت تحكم آني أمرائاً أولاً كتوابع السلاجقة ولاحقاً للجورجيين. ظل الرفع الأخير للشداديين مستقلاً بشكل غير مستقر حتى نهاية الأسرة حوالي عام 1200م. 